# Емотивна луда
Емотивна луда е осмият албум на Цеца, издаден през 1996 година от Комуна. Съдържа 9 песни.

## Песни
1. Кад би био рањен
2. Рођен са грешком
3. Забрањено пушење
4. Мртво море
5. Неодољив-неумољив
6. Личиш на мога оца
7. Доктор
8. Уснуле лепотице
9. Исусе

Текст на песни от 1,2,3,4,5,6,7,9 – Марина Туцакович, текст на песен 8 - Любо Йовович. Музика и аранжимент на песни 1,2,3,5,6,7 - Александър Милич - Мили, музика на песен 4,8 – Ненад Кнежевич, музика на песен 8 – Лео Джокай, музика на песен 9 – Оливер Мандич. Аранжимент на песни 4,8 – Срджан Новелич и Владимир Мараш, аранжимент и продуцент на песен 9 – Александър Радулович-Фута. Продуцент на песен 4 – Зоран Радетич. Гост-изпълнител на песен 1 – Феят Сейдич.